# 133-as busz (Budapest, 1983–2013)
A budapesti 133-as jelzésű autóbusz a Lehel tér metróállomás és az Árpád híd metróállomás között közlekedett. A meghosszabbított 15-ös viszonylat vette át a szerepét.

## Járművek
A vonalon két magas padlós Ikarus 415-ös és egy alacsony belépésű Alfa Localo típusú autóbusz közlekedett. 2013 elejétől megjelentek a BKV által használtan vásárolt Mercedes-Benz Citaro típusok is.

## Története
1949. február 14-én új járat indult a Szent István park – Csanády utca – Ferdinánd híd – Izabella utca – Jósika utca – Rottenbiller utca – Orczy út – Haller út – Soroksári út – Dandár utca útvonalon. A járat a 33-as jelzést kapta. 1955. október 10-től a busz útvonalát meghosszabbították a Dráva utcáig a Hegedűs Gyula utcán át.
1981. január 19-étől 33V jelzéssel villamospótló  autóbuszok közlekedtek a Bécsi út – Árpád híd – Marx (Nyugati) tér útvonalon. 1983. november 7-től a 33-as autóbusz útvonala a Dandár utcától a Élmunkás térig (1990 után Lehel tér) rövidült, valamint új járat indult 133-as jelzéssel az Élmunkás (Lehel) tér és a frissen felépült Vizafogó lakótelep első üteme (Sporttelep) között. A kiszélesített Árpád hídon 1984. november 6-án elindult az 1-es villamos, ezért a 33V jelzésű villamospótló járat megszűnt. Ugyanakkor a 133-as busz vonalát – a Dagály utcán át – az Árpád híd metróállomásig (2020 óta Göncz Árpád városközpont metróállomás) hosszabbították. Ezután vonalát ismét módosították: a buszok a Népfűrdő utcáról a Rákos-patak mentén, a Vizafogó utcán keresztül jutottak ki a Váci útra, így közelítették meg az Árpád hídi végállomást. 1995-ben a 33-as busz – párhuzamos közlekedés, valamint takarékossági okok miatt – megszűnt.
A 2008-as paraméterkönyv bevezetése óta (2008. szeptember 6.) a 133-as busz szombaton, vasárnap és munkaszüneti napokon nem közlekedett, helyette a 115-ös busz járt az Árpád híd és a Boráros tér között, a 15-ös viszonylattal összevont útvonalon.
2013. november 9-étől egyesítették a 15-ös vonallal, ezzel átszállásmentessé téve az Árpád híd pesti hídfőjének környékén található lakótelepekről a Belvárosba történő bejutást.

## Megállóhelyei
| 0  | Árpád híd M végállomás            | 17 | 1V, 26, 32, 34, 101V, 106, 120 |
| 1  | Árpád híd M                       | ∫  | 1V, 26, 32, 34, 101V, 106, 120 |
| 2  | Lomb utca                         | ∫  |                                |
| 3  | Karikás Frigyes utca              | ∫  |                                |
| ∫  | Forgách utca M                    | 14 | 32                             |
| ∫  | Cserhalom utca                    | 12 |                                |
| ∫  | Dagály fürdő                      | 10 |                                |
| 5  | Népfürdő utca (↓) Dagály utca (↑) | 9  | 1V, 26, 34, 101V, 106          |
| 6  | Sporttelep                        | 8  |                                |
| 8  | Viza utca                         | 6  |                                |
| 10 | Dráva utca                        | 4  | 75, 79                         |
| 11 | Pannónia utca (↓) Vág utca (↑)    | 3  |                                |
| 13 | Gogol utca                        | 2  |                                |
| 14 | Csanády utca                      | ∫  | 15 76                          |
| ∫  | Victor Hugo utca                  | 1  | 15 76                          |
| 15 | Lehel tér (Csanády utca) M        | ∫  | 15 76                          |
| 17 | Lehel tér M végállomás            | 0  | 15 76 14                       |